# الکساندر تسیبلنیک
الکساندر تسیبلنیک (اوکراینی: Олександр Сергійович Цибульник؛ زادهٔ ۹ ژانویهٔ ۱۹۹۳) بازیکن فوتبال اهل اوکراین است.
از باشگاه‌هایی که در آن بازی کرده‌است می‌توان به باشگاه فوتبال دینامو کی‌یف اشاره کرد.
وی همچنین در تیم ملی فوتبال Ukraine U17 بازی کرده‌است.